# Upplands runinskrifter 590
Upplands runinskrifter 590 är en runsten som står i Burvik, Knutby socken och Närdinghundra härad i Uppland.

## Stenen
Stenens material är vitröd granit och av stilen att döma skapades den kring åren 1050-1080 på vikingatiden. Ornamentik består av en profilerad runorm i Urnesstil: Pr3, som löper utmed stens ytterkant och inom slingan syns ett fyrfotadjur och en fågel. Motivet har visa likheter med U 448. Den från runor translittererade och översatta inskriften lyder enligt nedan:

## Inskriften
Translitterering av runraden:
· ranbʀarn · lʀt · rasa · stan · aftʀ · saur · san · uʀhʀalm · nuk · fuilhʀ · frihas · arfʀ · ustain ·
Normalisering till runsvenska:
ʀagnbiorn let ræisa stæin æftiʀ svær(?) sinn Vighialm/Vihialm, ok Fullugi(?), Frøygæiʀs(?) arfi, Øystæinn.
Översättning till nusvenska:
Ragnbjörn lät resa stenen efter sin son Vighjälms själ och Fullunge får friheten (?) att ärva (?). Östen.
Några av orden i texten är osäkra eftersom de är svårtolkade.